# Rosie O’Donnell
Roseanne Teresa O’Donnell (ur. 21 marca 1962 w Commack) – amerykańska osobowość telewizyjna, komediantka, aktorka, pisarka i producentka telewizyjna. W latach 1996–2002 była gospodarzem talk show The Rosie O’Donnell Show. Absolwentka Uniwersytetu Bostońskiego.

## Filmografia

### Filmy
- 1992: Ich własna liga jako Doris Murphy
- 1993: Bezsenność w Seattle jako Becky
- 1994: Potyczki z Jeannie jako makijażystka
- 1994: Flintstonowie jako Betty Rubble
- 1995: Koniec niewinności jako Roberta Martin
- 1996: Piękne dziewczyny jako Gina Barrisano
- 1996: Harriet szpieg jako Ole Golly
- 1998: Dziadek i ja jako siostra Terry
- 1999: Tarzan jako Terk (głos)
- 2001: Cal do szczęścia w roli samej siebie

### Seriale TV
- 1986–1987: Gimme a Break! jako Maggie O’Brien
- 1992: Beverly Hills, 90210 w roli samej siebie
- 1994: Ren i Stimpy jako zwiadowca (głos)
- 1996: Pomoc domowa jako Cozette
- 1997: Spin City w roli samej siebie
- 1998: Śladem Blue w roli samej siebie
- 1999: Ally McBeal jako dr Hooper
- 2000: Brygada ratunkowa jako sanitariuszka
- 2002: Will & Grace jako Bonnie
- 2003: Potyczki Amy jako sędzina Nancy Paul
- 2005: Queer as Folk jako Loretta Pye
- 2005–2011: Pohamuj entuzjazm w roli samej siebie
- 2006–2008: Bez skazy jako Dawn Budge
- 2008: Mała Brytania w Ameryce w roli samej siebie
- 2009–2010: Jej Szerokość Afrodyta jako sędzina Madeline Summers
- 2011–2012: Web Therapy jako Maxine DeMaine
- 2012: Szczęśliwi rozwodnicy jako Katy O’Grady
- 2013: Bombowe dziewczyny jako Dottie Shannon
- 2013: Smash w roli samej siebie
- 2014–2018: The Fosters jako Rita Hendricks
- 2015: Imperium jako Pepper O’Leary
- 2016: Mamuśka jako Jeanine
- 2017–2019: Amerykański tata jako Townie (głos)
- 2017–2019: SMILF jako Tutu

## Nagrody
- Złota Malina 1995: Wóz 54, zgłoś się! (Najgorsza Aktorka Drugoplanowa)